# NLE Choppa
Pour les articles homonymes, voir NLE.
 (juillet 2021).
Si vous disposez d'ouvrages ou d'articles de référence ou si vous connaissez des sites web de qualité traitant du thème abordé ici, merci de compléter l'article en donnant les références utiles à sa vérifiabilité et en les liant à la section « Notes et références ».
 (avril 2021).
NLE Choppa, de son vrai nom Bryson Lashun Potts, né le 1er novembre 2002 à Memphis, aux États-Unis, est un rappeur, chanteur et auteur-compositeur américain, principalement connu pour son single intitulé  Shotta Flow 2019, qui a été certifié disque de platine par la RIAA, ainsi que Camelot, qui a été certifié disque de platine par la RIAA produit par lui-même, le producteur FreshDuzIt et son équipe (Michael, Tyler, Pillule, Cameron , etc.)

## Biographie

### Jeunesse
Bryson Lashun Potts est né le 1er novembre 2002 à Memphis d'une mère jamaïcaine et d'un père afro-américain. Il commence à freestyler avec ses amis vers l'âge de 14 ans et prend la musique vraiment au sérieux à 16 ans.

### Vie privée
Le 20 juin 2020, Bryson a eu enfant.
Le 6 mars 2022, il a annoncé que lui et sa petite amie de l’époque, Marissa Da’Nae, avaient perdu leur fils à naître à cause d’une fausse couche. Le 16 août 2023, ils ont accueilli le deuxième enfant de Bryson et le premier enfant de Marissa.

## Affaires judiciaires
Pendant une période indéterminée, Potts a purgé une peine dans un centre de détention pour mineurs. Il a déclaré que son séjour là-bas l'avait motivé à améliorer son comportement. Dans un épisode de sa série YouTube « The Rise of NLE Choppa », il a déclaré que son séjour en prison l'avait aidé et lui avait ouvert les yeux.
Le 29 mars 2021, Potts a été arrêté pour cambriolage, trafic de drogue et port d'arme. Il a sorti un freestyle intitulé « First Day Out » sur le beat viral « Beat Box » de SpotemGottem (en).

## Discographie

### Albums studio
- 2020 : Top Shotta

### EP
- 2019 :  Cottonwood

### Mixtapes
- 2018 : No Love the Takeover

### Singles
- 2019 : Shotta Flow
- 2019 : Shotta Flow 2
- 2019 : Shotta Flow (Remix with Blueface)
- 2019 : Brand New Choppa
- 2019 : Capo
- 2019 : Shotta Flow 3
- 2019 : Birdboy
- 2019 : Blocc Is Hot
- 2019 : ChopBloc (feat.  BlocBoy JB)
- 2019 : Camelot
- 2019 : Stick by My Side (feat. Clever)
- 2019 : Free Youngboy
- 2019 : Redrum
- 2019 : Famous Hoes
- 2019 : Nolove Anthem
- 2019 : Feeling My Drip
- 2019 : Drip
- 2019 : Cursed Vibes
- 2019 : Drip Creator
- 2019 : Uppin The Score
- 2019 : ChopBloc 2 (feat. BlocBoy JB)
- 2019 : Forever[n 1],[n 2]
- 2019 : Dekario
- 2019 : Side negger
- 2020 : Exotic
- 2020 : Walk Em Down (feat. Roddy Ricch)
- 2020 : 100 Shots blokk
- 2023 : Bonjour (feat. Gambi)

### Collaborations
- 2019 : Go Stupid de Polo G feat. NLE Choppa, Stunna 4 Vegas et Mike Will Made It